# Arabische Socialistische Unie (Libië)
De Arabische Socialistische Unie van Libië (Arabisch: الاتحاد الاشتراكي العربي الليبي, Al-Ittiḥād Al-Ištirākī Al-ʿArabī Al-Liby) was een politieke beweging in Libië die van 1971 tot 1977 bestond.
De ASU werd opgericht op 11 juni 1971 op instigatie van de Revolutionaire Commandoraad, de regering onder kolonel Moammar al-Qadhafi, en naar het voorbeeld van de Arabische Socialistische Unie in Egypte. De ASU werd de enige toegestane politieke organisatie in Libië en moest gaan fungeren als primaire link tussen de bevolking en de Revolutionaire Commandoraad. De ASU was een poging van het regime om de inspraak van de burgers zo groot mogelijk te maken. Ofschoon de bereid van de bevolking om via de ASU te participeren in het politieke proces aanvankelijk groot was, nam die snel af toen bleek dat de uiteindelijke invloed van de ASU in de praktijk erg beperkt was. Een soort parlement, het Algemene Nationale Congres, dat bestond uit gedelegeerden van de ASU alsook ministers en leden van de Revolutionaire Commandoraad, bleef niet meer dan een speeltje in handen van de machthebbers. Uit het Algemene Nationale Congres kwam in 1977 het Algemene Volkscongres - Qadhafi's variant op een nationaal parlement, voort.
Evenals de ASU in Egypte was de ASU in Libië een alliantie van "vijf werkende groepen": arbeiders, boeren, intellectuelen, het leger en nationale kapitalisten.
De bedoeling was dat na de totstandkoming van de door Qadhafi beoogde Federatie van Arabische Republieken bestaande uit Libië, Egypte en Syrië de verschillende Arabische Socialistische Unies in die landen zouden versmelten tot één grote massapartij. Hoewel in de drie landen het concept van de federatie werd goedgekeurd bleef de federatie uiteindelijk achterwege vanwege onenigheden tussen de leiders van de landen en specifieke voorwaarden van de fusie. In de tussentijd ontwikkelde Qadhafi zijn eigen vorm van Arabisch nationalisme, de Derde Universele Theorie, die sterk afweek van het oudere, door Nasser ontwikkelde Arabische nationalisme en raakte hij in conflict met de meeste leiders in het Midden-Oosten en Noord-Afrika, waaronder de invloedrijke president Anwar al-Sadat van Egypte. In 1977 kwam er formeel een einde aan de Federatie van Arabische Republieken en in datzelfde jaar ontbond Qadhafi de ASU en introduceerde een politiek stelsel waarin geen plaats was voor politieke partijen.

## Verwijzingen
1. ↑  Red. Winkler Prins: Winkler Prins Jaarboek 1972, Elsevier A'dam / Brussel (1972), p. 213
2. ↑  D.B. St. John: Historical Dictionary of Libya, Rowman & Littlefield New York (20145), p. 45. Gearchiveerd op 8 januari 2022.
3. ↑  Ibidem